# Gagrella fokiensis
Gagrella fokiensis is een hooiwagen uit de familie Sclerosomatidae.